# NGC 1363
NGC 1363 je galaksija u zviježđu Eridan.

## Vanjske poveznice
- SEDS: NGC 1363